# Ключиця
|                                        |
|                                        |
| Права ключиця: вигляди знизу і зверху. |
|                                        |
| Ліва ключиця: вигляди знизу і зверху.  |
|                                        |
| Ключиця жінки                          |

Ключи́ця (лат. clavicula — «ключик») — у людській анатомії — S-подібна зігнута невелика трубчаста кістка у поясі верхніх кінцівок, з тілом і двома кінцями: лопатковим (акроміальним) та грудинним. З'єднує лопатку з грудною кісткою плечового поясу — на обох кінцях є суглобові поверхні для сполучення (відповідно) з ключичною вирізкою рукоятки грудної кістки та акроміальним відростком лопатки. Ключиця ніби відсовує плечовий суглоб на периферію тіла, забезпечуючи свободу рухів руки.
Українська назва ключиці походить від способу руху цієї кістки навколо своєї осі в момент підняття плеча, який нагадує рух ключа в замку́.
Ключиці є в багатьох чотириногих тварин, які використовують передні кінцівки для хапання або брахіації, і рудиментарні або відсутні в чотириногих, які використовують передні кінцівки для опори або бігу.

## Функції
Ключиця виконує кілька функцій:
- Вона служить твердою опорою, на якій підвішуються лопатка і вільна кінцівка. Цей механізм не підпускає верхню кінцівку (руку) до грудної клітки, тому рука має максимальний діапазон руху.
- Захищає шийно-пахвовий канал (прохід між шиєю і рукою), через який проходить кілька важливих структур.
- Передає фізичні імпульси від верхньої кінцівки до осьового скелета.

Попри те, що вона класифікована як довга кістка, ключиця не має медулярної (кістковий мозок) порожнини, як в інших довгих кісток. Вона походить від губчастої кістки з оболонкою компактної кістки. Ця шкірна (дермальна) кістка походить від елементів, які спочатку були прикріплені до черепа.

## Перелом ключиці

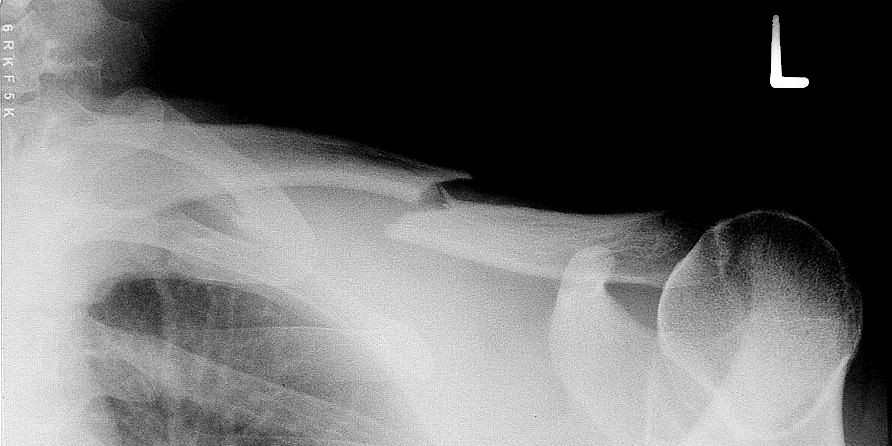

Симптомами є локальний біль, набряк, деформація, крововилив і вкорочення надпліччя, опущене і зміщене вперед плече. Периферичний відламок разом з верхньою кінцівкою під впливом її тяжкості й скорочення великого грудного і підключичного м'яза зміщується вниз, вперед і всередину. Центральний відламок під впливом грудино-ключичного м'яза зміщується догори та ззаду. Уламки зближуються і заходять один на інший.
Пошкодження судинно-нервового пучка і куполу плеври при закритих переломах ключиці можливе, але спостерігається дуже рідко
Хворий утримує здоровою рукою передпліччя і лікоть пошкодженої кінцівки, притискуючи її до тулуба. Рухи в плечовому суглобі обмежені через біль. При пальпації місця перелому може визначатися патологічна рухливість і крепітація уламків.

### Лікування
Для зняття болю можуть бути призначені медикаментозні препарати. Залишається невідомим, чи є хірургічне втручання або консервативне лікування кращим. Антибіотики та щеплення від правця можуть бути призначені, якщо кістка пробиває шкіру, однак це трапляється рідко.
Консервативне лікування:
- кільця Дельбе,
- восьмиподібна пов'язка,
- пов'язки по Вайнштейну, Каплану, Воронкевич.
- пов'язка Дезо

Оперативне лікування:
- накістковий остеосинтез пластинами,
- внутрішньокістковий остеосинтез спицями, стрижнем,
- зовнішня фіксація апаратами

### Прогноз
Умовно сприятливий, при адекватному лікуванні відбувається повне відновлення анатомічної цілісності кістки, працездатність відновлюється повністю.
Це звичайні ушкодження ключиці:
- вивих акроміально-ключичного суглоба
- вивих грудино-ключичного суглоба
- остеоліз
- дегенерація ключиці